# Karel de Waepenaert de Kerrebrouck
Karel Jan Jozef de Waepenaert de Kerrebrouck (Dendermonde, 16 mei 1749 - Dendermonde, 20 december 1794) was een edelman, militair en magistraat uit de Oostenrijkse Nederlanden.

## Familie
Karel de Waepenaert de Kerrebrouck was de zoon van ridder Emmanuel de Waepenaert en van jonkvrouw Maria Theresia Goubau, dochter van de kasteelheer van Cortewalle en hoogbaljuw van het Land van Beveren. Op 8 januari 1776 huwde hij met zijn achternicht jonkvrouw Josyne Ferdinanda de Waepenaert, erfvrouwe van Kerrebrouck. Zij was de dochter van ridder Jean-Charles de Waepenaert en van Joanna Beeckman de Crayloo. Via zijn vrouw was hij schoonbroer van jonkheer Antoine-Louis Danneels. Door erfenis en koop slaagde Karel er in een omvangrijk patrimonium op te bouwen.
Zijn oudste kleinzoon, Louis Joseph, verkreeg in 1827 de titel van baron. Dit was het gevolg van een specifieke erfopvolgingsregeling binnen de familie De Waepenaert die stelde dat bij uitsterven van de tak de Waepenaert d'Erpe de titel van baron met recht van eerstgeboorte overging op de jongere tak de Waepenaert de Kerrebrouck met naamswijziging van de nieuwe baron. Zodoende wijzigde deze laatste zijn naam in Louis Joseph baron de Waepenaert d'Erpe. Deze erfregeling werd reeds in 1816 door de Hoge Raad van Adel erkend.

## Levensloop
Karel behaalde zijn licentiaatsdiploma in de rechten aan de Universiteit Leuven maar verkoos toch in eerste instantie een militaire carrière. In 1768 werd hij kapitein-luitenant en later kapitein in het keizerlijk regiment de Bette (later de Murray) in Dendermonde. Waarschijnlijk bleef hij dit tot 1788 wanneer de plaatselijke vestingen werden gesloopt.
Hij werd schepen (1781-1789) en nadien burgemeester van Dendermonde (1789-1791) en tevens gedeputeerde bij de Staten van Vlaanderen. In 1789 cumuleerde hij deze functies uitzonderlijk met het belangrijke ambt van hoofdschepen van het Land van Dendermonde, een functie die hij vervulde tot aan zijn dood.
Na zijn dood in 1794 werd hij begraven bij de kerk van Erpe, waar zijn grafsteen nog steeds te vinden is.